# Pernatá zvěř

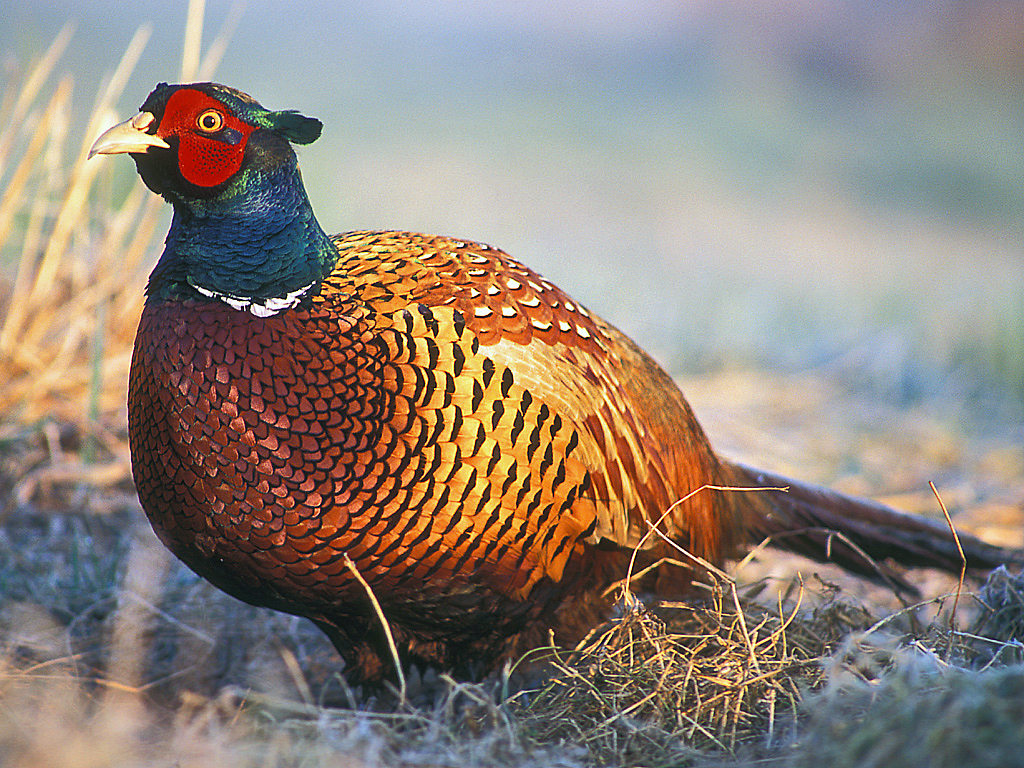
Bažant obecný

Zvěří pernatou se rozumějí ptáci, kteří jsou zahrnuti podle zákona mezi zvěř, na kterou se vztahuje zákon o myslivosti. V jiných zemích mohou být zvěří nebo lovnou zvěří jiné druhy.

## Rozdělení pernaté zvěře
- užitečná (hlavním produktem je zvěřina a trofej)
  - velká (tetřev, krocan, divoké husy)
  - malá (tetřívek, jeřábek, bažant, koroptev, orebice, perlička, křepelka, divoké kachny, lyska, divocí holubi, sluka)
- dravá
  - dravci (orli, káně lesní a rousná, jestřáb, krahujec, pochop, poštolka, sokol, raroh)
  - sovy (výr, kalous, pustovka, puštík, sýček)
  - krkavcovití (krkavec, vrána, havran, sojka, straka, kavka)
  - ostatní (potápka roháč, kormorán, volavka popelavá, racek, špaček)

## Výčet pernaté zvěře
Abecední výčet pernaté zvěře, která trvale žije nebo se sezónně vyskytuje na území České republiky:
bažant diamantový, bažant královský, bažant obecný, bažant stříbrný, bažant zlatý, bekasina otavní, berneška bělolící, berneška rudokrká, berneška tmavá, berneška velká, čírka modrá, čírka obecná, drop velký, havran polní, hohol severní, holub doupňák, holub hřivnáč, hrdlička divoká, hrdlička zahradní, husa běločelá, husa malá, husa polní, husa velká, hvízdák eurasijský, jeřábek lesní, jestřáb lesní, kachna divoká, kalous ušatý, káně lesní, káně rousná, kavka obecná, kopřivka obecná, kormorán velký, koroptev polní, krahujec obecný, krocan divoký, kulíšek nejmenší, lyska černá, lžičák pestrý, morčák bílý, morčák prostřední, morčák velký, moták lužní, orebice horská, orebice rudá, orel královský, orel křiklavý, orel skalní, orel stepní, orel volavý, orlovec říční, ostralka štíhlá, polák malý, polák velký, poštolka obecná, poštolka rudonohá, puštík bělavý, puštík obecný, racek chechtavý, sluka lesní, sojka obecná, sova pálená, sovice krahujová, sovice sněžní, straka obecná, sýc rousný, sýček obecný, tetřev hlušec, tetřívek obecný, turpan černý, turpan hnědý, volavka popelavá, vrána obecná, výr velký, výreček malý, zrzohlávka rudozobá

## Pernatá zvěř v ČR podle zákona 449/2001 Sb., o myslivosti
- Zvěř, kterou nelze lovit: čírka modrá, čírka obecná, havran polní, holub doupňák, jeřábek lesní, jestřáb lesní, káně lesní, káně rousná, kopřivka obecná, kormorán velký, koroptev polní, krahujec obecný, krkavec velký, lyska černá[1], lžičák pestrý, moták pochop, polák chocholačka[1], polák velký[1], poštolka obecná, racek chechtavý, raroh velký, sluka lesní, orebice horská[p 1], sojka obecná, sokol stěhovavý, špaček obecný[p 1][p 2], tetřev hlušec, tetřívek obecný, volavka popelavá, výr velký.
- Zvěř, kterou za určitých podmínek lze lovit: bažant královský, bažant obecný, hrdlička zahradní, holub hřivnáč, husa běločelá, husa polní, husa velká, kachna divoká, krocan divoký, perlička obecná, straka obecná, vrána obecná.
  - Ve zvláštních případech může být vydáno povolení k plašení, odchytu nebo lovu i jiných druhů.